# Célia Cabrera
Célia Cabrera de Paula mais conhecida como Célia Cabrera (Itambé, 20 de setembro de 1970) é uma política brasileira filiada ao Partido Renovador Trabalhista Brasileiro (PRTB).

## Biografia
Nas eleições de 2008 foi eleita prefeita de Campina da Lagoa, tendo como vice-prefeito Saulo da Silva Silveira. Foi reeleita nas eleições de 2012, tendo como vice-prefeito Mozart Antônio Pereira.
Em 2012 a Promotoria de Justiça de Campina da Lagoa pediu a cassação da prefeita, e do seu vice, por compra de votos e abuso do poder econômico.
Em 2017 a ex-prefeita e a pregoeira do município foram multadas pelo Tribunal de Contas do Estado do Paraná (TCE-PR) por licitação irregular. Já em 2019 o TCE-PR rejeitou as contas do exercício financeiro de 2016 último ano da gestão da ex-prefeita, aplicando também multa por irregularidades. Também em 2019 o Ministério Público do Paraná ajuizou ação civil pública por ato de improbidade administrativa contra a ex-prefeita. O motivo seria a contratação irregular de funcionários comissionados. Ainda em 2019, em dezembro, a ex-prefeita teve as contas referentes ao ano de 2012 reprovadas pela Câmara Municipal de vereadores.